# Niphona appendiculatoides
Niphona appendiculatoides är en skalbaggsart som beskrevs av Stefan von Breuning 1964. Niphona appendiculatoides ingår i släktet Niphona och familjen långhorningar. Inga underarter finns listade i Catalogue of Life.